# Koba Koindredi
Koba Leïn Koindredi (Gibuti, 27 ottobre 2001) è un calciatore francese, centrocampista del Basilea in prestito dallo Sporting Lisbona.

## Caratteristiche tecniche
Centrocampista centrale capace di abbinare qualità e quantità, può essere utilizzato in una mediana a due o come regista in un centrocampo a tre.

## Carriera

### Club
Nato nel Gibuti da una famiglia originaria della Nuova Caledonia, approda in Francia in giovane età e nel 2017 entra a far parte del settore giovanile del Lens dopo gli esordi con il Fréjus St-Raphaël; il 22 dicembre 2018 debutta con la seconda squadra del club giallorosso entrando in campo nel secondo tempo del match di Championnat de France amateur perso 1-0 contro lo Schiltigheim.
Nel gennaio del 2019 viene acquistato dal Valencia che lo aggrega alla squadra Juvenil A; il 13 marzo debutta con il Mestalla giocando i minuti finali dell'incontro di Segunda División B perso 3-0 contro il Conquense. Promosso definitivamente al termine della stagione, il 1º settembre realizza la sua prima rete nel pareggio per 2-2 contro il Castellón.
Il 16 dicembre 2020 fa il suo esordio assoluto in prima squadra in occasione dell'incontro di Coppa del Re vinto 4-2 contro il Terrassa. Due settimane più tardi debutta anche nella Liga rimpiazzando Vicente Esquerdo contro il Granada.
Il 17 gennaio 2021 trova la sua prima rete fra i professionisti realizzando il gol del definitivo 2-0 contro l'Alcorcón in Coppa del Re; al termine della stagione rinnova il proprio contratto fino al 2025.
All'inizio della stagione 2023-2024 viene girato in prestito all'Estoril Praia con diritto di riscatto, che viene esercitato il 30 gennaio 2024. Il giorno seguente, viene ufficializzato il suo trasferimento allo Sporting Lisbona. Nella stagione 2024-2025 è stato in prestito in Svizzera al Losanna, dopo aver totalizzato 32 presenze ed un 1 goal in campionato rimane in Svizzera, trasferendosi in prestito per la stagione 2025-2026 al Basilea.

### Nazionale
Ha giocato nelle nazionali giovanili francesi Under-17, Under-18 ed Under-19.

## Statistiche

### Presenze e reti nei club
Statistiche aggiornate al 26 maggio 2024.
| Stagione                 | Squadra                  | Campionato               | Campionato | Campionato | Coppe nazionali | Coppe nazionali | Coppe nazionali | Coppe continentali | Coppe continentali | Coppe continentali | Altre coppe | Altre coppe | Altre coppe | Totale | Totale |
| Stagione                 | Squadra                  | Comp                     | Pres       | Reti       | Comp            | Pres            | Reti            | Comp               | Pres               | Reti               | Comp        | Pres        | Reti        | Pres   | Reti   |
| ------------------------ | ------------------------ | ------------------------ | ---------- | ---------- | --------------- | --------------- | --------------- | ------------------ | ------------------ | ------------------ | ----------- | ----------- | ----------- | ------ | ------ |
| 2018-gen. 2019           | Lens 2                   | N2                       | 1          | 0          | -               | -               | -               | -                  | -                  | -                  | -           | -           | -           | 1      | 0      |
| gen.-giu. 2019           | Valencia Mestalla        | SDB                      | 3          | 0          | -               | -               | -               | -                  | -                  | -                  | -           | -           | -           | 3      | 0      |
| 2019-2020                | Valencia Mestalla        | SDB                      | 16         | 1          | -               | -               | -               | -                  | -                  | -                  | -           | -           | -           | 16     | 1      |
| 2020-2021                | Valencia Mestalla        | SDB                      | 10+5       | 1          | -               | -               | -               | -                  | -                  | -                  | -           | -           | -           | 15     | 1      |
| Totale Valencia Mestalla | Totale Valencia Mestalla | Totale Valencia Mestalla | 34         | 2          |                 | -               | -               |                    | -                  | -                  |             | -           | -           | 34     | 2      |
| 2020-2021                | Valencia                 | PD                       | 2          | 0          | CR              | 4               | 1               | -                  | -                  | -                  | -           | -           | -           | 6      | 1      |
| 2021-2022                | Valencia                 | PD                       | 10         | 0          | CR              | 3               | 1               | -                  | -                  | -                  | -           | -           | -           | 13     | 1      |
| Totale Valencia          | Totale Valencia          | Totale Valencia          | 12         | 0          |                 | 7               | 2               |                    | -                  | -                  |             | -           | -           | 17     | 2      |
| 2022-2023                | Real Oviedo              | SD                       | 18         | 1          | CR              | 2               | 0               | -                  | -                  | -                  | -           | -           | -           | 20     | 1      |
| 2023-gen. 2024           | Estoril Praia            | PL                       | 11         | 0          | CP+CdL          | 3+4             | 0               | -                  | -                  | -                  | -           | -           | -           | 18     | 0      |
| gen.-giu. 2024           | Sporting Lisbona         | PL                       | 4          | 0          | CP+CdL          | 1+0             | 0               | UEL                | 3                  | 0                  | -           | -           | -           | 8      | 0      |
| Totale carriera          | Totale carriera          | Totale carriera          | 80         | 3          |                 | 17              | 2               |                    | 3                  | 0                  |             | -           | -           | 100    | 5      |

## Palmarès

### Club

#### Competizioni nazionali
- Campionato portoghese: 1

Sporting Lisbona: 2023-2024